# Bardanes Turkos
Bardanes (auch Bardanios), Beiname Turkos („der Türke“; mittelgriechisch Βαρδάνης ὁ Τοῦρκος, als Mönch Sabbas; † nach 803 auf Proti), war ein byzantinischer General armenischer Herkunft, der 803 zum Gegenkaiser proklamiert wurde.

## Leben
Der Patrikios, Senator und Strategos des Themas Anatolikon Bardanes bekleidete sehr wahrscheinlich schon unter Kaiser Konstantin VI. und danach unter Irene hohe Staatsämter und Militärposten. Theophanes erwähnt jedenfalls für 797 einen Patrikios und Domestikos bzw. Komes der Scholai Bardanios sowie für 799 einen Patrikios und Strategos von Thrakesion Bardanes, die beide mit Bardanes Turkos identisch sein dürften.
Im Juli 803 ging eine Armee der Abbasiden gegen das byzantinische Anatolien in die Offensive. Bardanes zog die Truppen der kleinasiatischen Themen in der Gegend von Amorion zusammen, wo ihn die Soldaten zwischen dem 16. und 19. Juli zum Kaiser ausriefen; das Thema Armeniakon verweigerte dem Usurpator die Gefolgschaft. Bardanes wandte sich nun mit seinem Heer gegen Konstantinopel, scheiterte aber schon beim Versuch, Chrysopolis zu erobern. Auf Vermittlung eines Presbyters namens Joseph ergab er sich Kaiser Nikephoros I., nachdem ihm und seinen Gefolgsleuten eine Amnestie zugesichert worden war. Bardanes wurde zum Mönch geschoren und zusammen mit seiner Familie in ein Kloster auf der Prinzeninsel Proti verbannt, seine Güter wurden konfisziert. Kurze Zeit später wurde er geblendet, wobei unklar ist, ob dies auf kaiserlichen Befehl hin geschah. Als Mönch soll Bardanes, sich nunmehr Sabbas nennend, sich einer extremen Askese unterzogen haben. Sein Todesdatum ist unbekannt.
Einem legendarischen Bericht zufolge soll ein Mönch dem Bardanes das Scheitern seiner Usurpation ebenso prophezeit haben wie die spätere Krönung seiner Begleiter Leo, Michael und Thomas zu Kaisern. Die Ehefrau Michaels II., Thekla, war möglicherweise seine Tochter.